# Clark Terry
Pour les articles homonymes, voir Terry.
Clark Terry, né à Saint-Louis (Missouri) le 14 décembre 1920 et mort à Pine Bluff (Arkansas) le 21 février 2015, est un musicien de jazz, trompettiste et joueur de bugle américain, dont la carrière s'étend sur une soixantaine d'années.

## Biographie

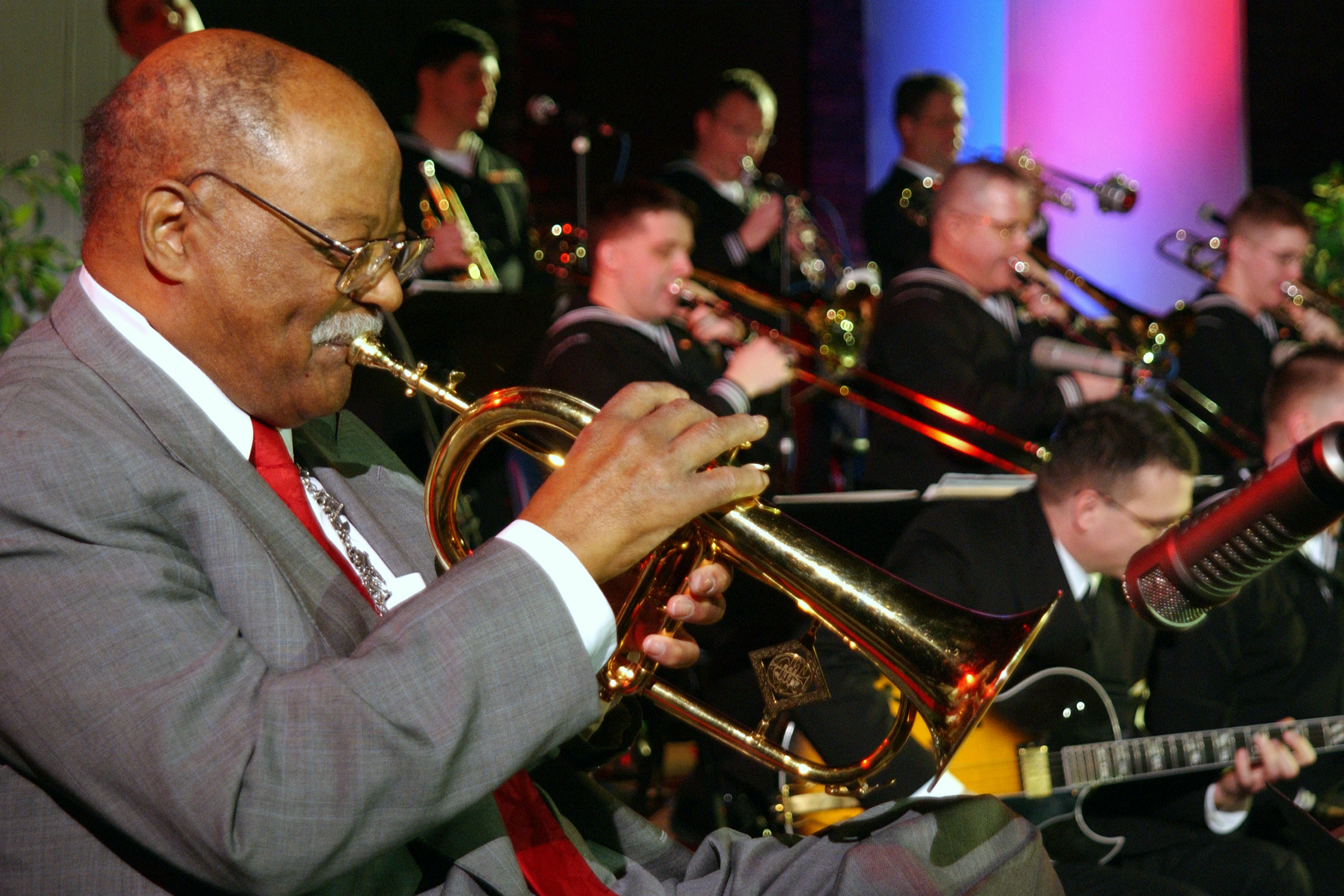
Clark Terry avec The Great Lakes Navy Band Jazz Ensemble.

Clark Terry commence sa carrière à Saint Louis (Missouri) au début des années 1940. Après avoir joué dans un groupe de l'US Navy pendant la Seconde Guerre mondiale, il intègre les groupes de Charlie Barnet, Charlie Ventura, et, en 1948, de Count Basie. Il influence alors des futurs grands comme Miles Davis et Quincy Jones, qui commencent juste leur carrière. Puis en 1951 il rejoint le célèbre orchestre de Duke Ellington, où il tiendra une place de soliste pendant 8 ans.
Il découvre la France et l'Europe en 1959 et 1960 au cours d'une tournée avec l'orchestre de Quincy Jones (la comédie musicale Free and Easy), puis rentre aux États-Unis et accède au statut de célébrité nationale en devenant le premier Afro-Américain à jouer dans l'orchestre de NBC, et particulièrement dans The Tonight Show band. Il a également souvent joué et enregistré en tant que leader et sideman, particulièrement dans le quintette qu'il a codirigé avec Bob Brookmeyer.
Clark Terry est connu pour son jeu particulièrement joyeux et exubérant. Son charisme et sa personnalité chaleureuse se reflètent dans sa musique, innovante et virtuose sur la forme, généreuse et sincère sur le fond. Malgré ses talents de soliste, il s'est vraiment fait un nom grâce à ses vocaux « scat » dans Mumbles, qui commence comme une parodie des vieux chanteurs de blues.
Dans les dernières années de sa vie, Clark Terry s'est de plus en plus investi dans la transmission de ses talents auprès des nouvelles générations de jazzmen, de par son enseignement et l'écriture de trois livres, et a reçu de nombreuses distinctions à ce titre.
Il meurt le samedi 21 février 2015 à l'âge de 94 ans.

### Prix et décorations
- 1996 : honoré par le St. Louis Walk of Fame
- 2000 : chevalier dans l'ordre des Arts et des Lettres
- 2006 : prix du président de l'IAJE (International Association of Jazz Education)
- 2013 : intronisé au Nesuhi Ertegun Jazz Hall of Fame du Jazz at Lincoln Center
- 1 Grammy Award
- 3 nominations aux Grammy Awards

## Discographie

### En tant que leader
- Clark Terry (EmArcy, 1955) – also released as Introducing Clark Terry and Swahili
- Serenade to a Bus Seat (Riverside, 1957)
- Out on a Limb with Clark Terry (Argo, 1957)
- Duke with a Difference (Riverside, 1957)
- In Orbit (en) (Riverside, 1958) – avec Thelonious Monk
- Top and Bottom Brass  (Riverside, 1959) avec Don Butterfield
- Paris, 1960 (Swing, 1960)
- Color Changes (Candid, 1960)
- Everything's Mellow (Moodsville, 1961)
- Previously Unreleased Recordings (Verve, 1961 [1974])  – avec Bob Brookmeyer
- Clark Terry Plays the Jazz Version of All American (Moodsville, 1962)
- Eddie Costa: Memorial Concert (Colpix, 1962) – one side of shared LP with the Coleman Hawkins Sextet
- Back in Bean's Bag (Columbia, 1963) – avec Coleman Hawkins
- 3 in Jazz (RCA, 1963) – shared LP avec Sonny Rollins and Gary Burton
- More (Theme from Mondo Cain) (Cameo, 1963)
- What Makes Sammy Swing (20th Century, 1963)
- Tread Ye Lightly (Cameo, 1963)
- Oscar Peterson Trio + One (Verve, 1964) – avec Oscar Peterson
- The Happy Horns of Clark Terry (Impulse!, 1964)
- Live 1964 (Emerald, 1964)
- Tonight (Mainstream, 1964) – Clark Terry-Bob Brookmeyer Quintet
- The Power of Positive Swinging (Mainstream, 1965) – avec Bob Brookmeyer
- Mumbles (Mainstream, 1966) – also released as Angyumaluma Bongliddleany Nannyany Awhan Yi!
- Gingerbread Men (Mainstream, 1966)
- Soul Duo (Impulse!, 1966) – with Shirley Scott
- Spanish Rice (Impulse!, 1966) – with Chico O'Farrill
- It's What's Happenin' (Impulse!, 1967)
- Music in the Garden (Jazz Heritage, 1968)
- Clark Terry at the Montreux Jazz Festival (Polydor, 1969)
- Live at the Wichita Jazz Festival (Vanguard, 1974)
- Oscar Peterson and Clark Terry (Pablo, 1975)
- Oscar Peterson and the Trumpet Kings – Jousts (Pablo, 1975)
- Clark Terry and His Jolly Giants (Vanguard, 1976)
- Live at the Jazz House (Pausa, 1976)
- Wham (BASF, 1976)
- Squeeze Me (Chiaroscuro, 1976)
- Clark Terry's Big Bad Band Live On 57th Street (Big Bear Records, 1976)
- Clark Terry's Big B-A-D Band Live at Buddy's... (Vanguard, 1977)
- The Globetrotter (Vanguard, 1977)
- Out of Nowhere (Bingow, 1978)
- Brahms Lullabye (Amplitude, 1978)
- Funk Dumplin's (Matrix, 1978)
- Clark After Dark (MPS, 1978)
- The Effervescent (JazzTime, Jazz Greats, 1978)
- Mother______! Mother______! (Pablo, 1979)
- Ain't Misbehavin'' (Pablo, 1979)
- Live in Chicago, Vol. 1 (Monad, 1979)
- Live in Chicago, Vol. 2 (Monad, 1979)
- The Trumpet Summit Meets the Oscar Peterson Big 4 (1980)
- Memories of Duke (Pablo/OJC, 1980)
- Yes, the Blues (Pablo/OJC, 1981)
- Jazz at the Philharmonic - Yoyogi National Stadium, Tokyo 1983: Return to Happiness (1983)
- To Duke and Basie (Rhino, 1986)
- Jive at Five (Enja, 1986)
- Metropole Orchestra (Mons, 1988)
- Portraits (Chesky, 1988) – avec Don Friedman (p), Victor Gaskin (b) Lewis Nash (d)
- The Clark Terry Spacemen (Chiaroscuro, 1989)
- Locksmith Blues (Concord Jazz, 1989)
- Having Fun (Delos, 1990)
- Live at the Village Gate (Chesky, 1990)
- Live at the Village Gate: Second Set (Chesky, 1990)
- What a Wonderful World: For Lou (Red Baron, 1993)
- Shades of Blues (Challenge, 1994)
- Remember the Time (Mons, 1994)
- With Pee Wee Claybrook & Swing Fever (D' Note, 1995)
- Top and Bottom Brass (Chiaroscuro, 1995)
- Reunion (D'Note, 1995)
- Express (Reference, 1995)
- Good Things in Life (Mons, 1996)
- Ow (E.J.s) (1996)
- The Alternate Blues (Analogue, 1996)
- Ritter der Ronneburg, 1998 (Mons, 1998)
- One on One (Chesky, 2000)
- A Jazz Symphony (Centaur, 2000)
- Creepin' with Clark (with Mike Vax) (Summit Records, 2000)
- Herr Ober: Live at Birdland Neuburg (Nagel-Heyer, 2001)
- Live on QE2 (Chiaroscuro, 2001)
- Jazz Matinee (Hanssler, 2001)
- The Hymn (Candid, 2001)
- Clark Terry and His Orchestra Featuring Paul Gonsalves [1959] (Storyville, 2002)
- Live in Concert (Image, 2002)
- Flutin' and Fluglin (Past Perfect, 2002)
- Friendship (Columbia, 2002)
- Live! At Buddy's Place (Universe, 2003)
- Live at Montmartre June 1975 (Storyville, 2003)
- George Gershwin's Porgy & Bess (A440 Music Group, 2004)
- Live at Marian's with the Terry's Young Titans of Jazz (Chiaroscuro, 2005)

### En tant que sideman
Avec Gene Ammons
- Soul Summit Vol. 2 (Prestige, 1961 [1962])
- Late Hour Special (Prestige, 1961 [1964])
- Velvet Soul (Prestige, 1961 [1964])

Avec Ernestine Anderson
- My Kinda Swing (Mercury, 1960)

Avec Dave Bailey
- One Foot in the Gutter (Epic, 1960)
- Gettin' Into Somethin' (Epic, 1961)

Avec George Barnes
- Guitars Galore (Mercury, 1961)

Avec Willie Bobo
- Bobo's Beat (Roulette, 1962)

Avec Clifford Brown
- Jam Session (EmArcy, 1954) – avec Maynard Ferguson

Avec Kenny Burrell
- Lotsa Bossa Nova (Kapp, 1963)

Avec Gary Burton
- Who is Gary Burton? (RCA, 1962)

Avec Charlie Byrd
- Byrd at the Gate (Riverside, 1963)

Avec Al Caiola
- Cleopatra and All That Jazz (United Artists, 1963)

Avec Tadd Dameron
- The Magic Touch (1962)

Avec Eddie "Lockjaw" Davis
- Afro-Jaws (Riverside, 1960)
- Trane Whistle (Prestige, 1960)

Avec Duke Ellington
- Such Sweet Thunder (Columbia, 1957)
- Ellington Indigos (Columbia, 1958)
- Ellington at Newport (Columbia, 1958)
- Festival Session (Columbia, 1959)
- The Ellington Suites (Columbia, 1959)
- The Greatest Jazz Concert in the World (1967)

Avec Art Farmer
- Listen to Art Farmer and the Orchestra (Mercury, 1962)

Avec Ella Fitzgerald
- Ella Abraça Jobim (Pablo, 1981)

Avec Stan Getz
- Big Band Bossa Nova (Verve, 1962)

Avec Dizzy Gillespie
- Gillespiana (Verve, 1960)
- Carnegie Hall Concert (Verve, 1961)
- The Trumpet Kings Meet Joe Turner (Pablo, 1974) avec Big Joe Turner, Roy Eldridge et Harry "Sweets" Edison
- The Trumpet Summit Meets the Oscar Peterson Big 4 (Pablo, 1980) – avec Freddie Hubbard et Oscar Peterson

Avec Paul Gonsalves
- Cookin' (Argo, 1957)

Avec Johnny Griffin
- White Gardenia (Riverside, 1961)

Avec Dave Grusin
- Homage to Duke (1993)

Avec Lionel Hampton
- You Better Know It!!! (Impulse!, 1965)

Avec Chico Hamilton
- The Further Adventures of El Chico (Impulse!, 1966)

Avec Jimmy Heath
- Really Big! (Riverside, 1960)

Avec Kenyon Hopkins
- The Yellow Canary (Verve, 1960)

Avec Milt Jackson
- Big Bags (Riverside, 1962)
- For Someone I Love (Riverside, 1963)
- Ray Brown / Milt Jackson avec Ray Brown (Verve, 1965)

Avec Elvin Jones
- Summit Meeting (Vanguard, 1976) avec James Moody, Bunky Green et Roland Prince

Avec Sam Jones
- Down Home (Riverside, 1962)

Avec Quincy Jones
- Big Band Bossa Nova (Mercury, 1962)
- Quincy Jones Plays Hip Hits (Mercury, 1963)

Avec Lambert, Hendricks & Bavan
- At Newport '63 (RCA, 1963)

Avec Yusef Lateef
- The Centaur and the Phoenix (Riverside, 1960)

Avec Michel Legrand
- Michel Legrand Plays Richard Rodgers (Philips, 1962)

Avec Abbey Lincoln
- The World Is Falling Down (Polydor S.A./Verve, 1990)

Avec Mundell Lowe
- Themes from Mr. Lucky, the Untouchables and Other TV Action Jazz (RCA Camden, 1960)
- Satan in High Heels#Soundtrack|Satan in High Heels (soundtrack) (Charlie Parker, 1961)

Avec Junior Mance
- The Soul of Hollywood (Jazzland, 1962)

Avec Herbie Mann
- Latin Fever (Atlantic, 1963)

Avec Gary McFarland
- Tijuana Jazz (Impulse!, 1965)

Avec Charles Mingus
- The Complete Town Hall Concert (Blue Note, 1962 [1994])

Avec Blue Mitchell
- Smooth as the Wind (1961)
- A Sure Thing (1962)

Avec the Modern Jazz Quartet
- Jazz Dialogue (Atlantic, 1965)

Avec Gerry Mulligan and the Concert Jazz Band
- Live at the Village Vanguard (Verve, 1960)

Avec Mark Murphy
- That's How I Love the Blues! (Riverside, 1962)

Avec Oliver Nelson
- ''Full Nelson (Verve, 1962)
- Oliver Nelson Plays Michelle (Impulse!, 1966)
- Happenings with Hank Jones (Impulse!, 1966)
- The Spirit of '67 with Pee Wee Russell (Impulse!, 1967)

Avec Chico O'Farrill
- Nine Flags (Impulse!, 1966)

Avec Dave Pike
- Bossa Nova Carnival (New Jazz, 1962)
- Jazz for the Jet Set (Atlantic, 1966)

Avec Gene Roland
- Swingin Friends (Brunswick, 1963)

Avec Sonny Rollins
- Brass & Trio (1958)

Avec Lalo Schifrin
- New Fantasy (Verve, 1964)
- Once a Thief and Other Themes (Verve, 1965)

Avec Jimmy Smith
- Hobo Flats (Verve, 1963)

Avec Sonny Stitt
- The Matadors Meet the Bull (Roulette, 1965)
- I Keep Comin' Back! (Roulette, 1966)

Avec Billy Taylor
- Taylor Made Jazz (Argo, 1959)
- Kwamina (Mercury, 1961)

Avec Cecil Taylor
- New York City R&B (1961)

Avec Ed Thigpen
- Out of the Storm (Verve, 1966)

Avec Teri Thornton
- Devil May Care (Riverside, 1961)

Avec McCoy Tyner
- Live at Newport (Impulse, 1964)

Avec Dinah Washington
- Dinah Jams (EmArcy Records, 1954)

Avec Randy Weston
- Uhuru Afrika (Roulette, 1960)

Avec Joe Williams
- At Newport '63 (RCA, 1963)

Avec Jimmy Woode
- The Colorful Strings of Jimmy Woode (Argo, 1957)